# زندگی علمی
زندگی علمی (به انگلیسی: The Life Scientific) یک برنامه علمی است که توسط جیم الخلیلی در رادیو چهار بی‌بی‌سی است پخش می‌شود و هر قسمت از آن به زندگی‌نامه و کار یک دانشمند زنده اختصاص دارد. در هر قسمت از این برنامه مصاحبه‌ای بین جیم الخلیلی و یک دانشمند برجسته انجام می‌شود. 
این برنامه در صبح سه شنبه در انگلستان پخش می‌شود و همچنین به‌صورت آنلاین نیز از طریق بی‌بی‌سی ساوندز (BBC Sounds)، در دسترس است. از زمان شروع این برنامه از ۱۳ سال پیش، تا کنون بیش از ۲۰۰ قسمت از آن پخش شده‌است.